# Vall d'Assam
Vall d'Assam (Assam Valley o Brahmaputra Valley) fou una divisió de la província d'Assam sota domini britànic entre l'Himàlaia al nord i la serralada d'Assam al sud. La capital era Gawhati. La població era:
- 1872 d'1.884.046 habitants
- 1881 de 2.252.003 habitants,
- 1891 de 2.476.481 habitants
- 1901 de 2.619.077 habitants

El 72% eren hindús de religió, el 18% animistes, i el 10% musulmans; hi havia alguns jains, budistes i cristians.
La superfície era de 63.727 km². Hi havia 10 viles i 8.801 pobles. La capital era Gawhati amb 11.661 habitants el 1901. Altres ciutats eren Dibrugarh (11.227 habitants), Goalpara, Barpeta i Tezpur. L'economia estava basada en el cultiu del te.
Estava dividida en sis districtes:
- Goalpara
- Kamrup
- Darrang
- Nowgong (Nagaon)
- Sibsagar
- Lakhimpur

La major part del territori era pla format per la vall del riu Brahmaputra. Al centre els Mikir Hills, derivació de la serralada d'Assam amb les valls del Dhansiri i el Langpher.